# Aphex Twin
Richard David James (sinh ngày 18 tháng 8 năm 1971), được biết tới nhiều nhất với nghệ danh Aphex Twin, là một nhà soạn nhạc và nhạc sĩ electronic người Anh. James cũng đã phát hành nhiều EP dưới nghệ danh AFX từ năm 1991 như loạt EP Analogue Bubblebath và Analord, anh cũng dùng một số nghệ danh khác, gồm Polygon Window, Caustic Window, và the Tuss.
James đồng sáng lập hãng đĩa Rephlex Records với Grant Wilson-Claridge. Ngoài Rephlex, James cũng phát hành nhạc của Aphex Twin qua các hãng Warp, R&S, Sire, Mighty Force, Rabbit City và Men Records. Album Syro (2014), thắng giải Giải Grammy cho Album nhạc điện tử/dance xuất sắc nhất và được đề cử cho giải Album châu Âu độc lập của năm của IMPALA và giải Mercury.

## Đĩa nhạc
Dưới nghệ danh Aphex Twin
- Selected Ambient Works 85–92 (1992)
- Selected Ambient Works Volume II (1994)
- ...I Care Because You Do (1995)
- Richard D. James Album (1996)
- Drukqs (2001)
- Syro (2014)

Dưới nghệ danh Polygon Window
- Surfing on Sine Waves (1993)

Dưới nghệ danh Caustic Window
- Caustic Window (2014)